# World, Hold On (Children of the Sky)
«World, Hold On (Children of the Sky)» —en español: ‘Mundo, espera (Niños del cielo)’— es una canción del DJ y productor francés Bob Sinclar, en la que cuenta con la participación del cantante inglés Steve Edwards. Fue lanzado el 3 de marzo de 2006 como el segundo sencillo del álbum de Sinclar, Western Dream. La versión remezclada por E-Smoove fue nominado al premio Grammy a la mejor grabación remixada.

## Video musical
El video está dirigido por Denis Thybaud con la colaboración de la productora Cosa. Está protagonizado por David Beaudoin, el mismo niño que aparece en varios videos musicales de los sencillos de Western Dream. En él, muestra al niño despertándose y se entera de la noticia de que la Tierra está a punto de ser destruida por un meteorito. Posteriormente, decide construir una nave espacial, con el que viaja al espacio junto con su perro. La nave dispara contra el meteorito con pelotas de baloncesto, destruyéndolo. En la Tierra, el niño es recibido como un héroe, hasta el momento en que su madre finalmente lo despierta, y la descubre que la aventura resultó ser simplemente un sueño.

## Lista de canciones
| Sencillo en CD [Defected Records] |                                                     |          |  |
| N.º                               | Título                                              | Duración |  |
| 1.                                | «World, Hold On (Children Of The Sky)» (Radio Edit) | 3:20     |  |
| 2.                                | «World, Hold On (Children Of The Sky)» (Club Edit)  | 6:35     |  |

| Sencillo en CD (Remixes) [disco:wax] |                                                         |          |  |
| N.º                                  | Título                                                  | Duración |  |
| 1.                                   | «World, Hold On» (Radio Edit)                           | 3:22     |  |
| 2.                                   | «World, Hold On» (Club Mix)                             | 8:07     |  |
| 3.                                   | «World, Hold On» (Axwell Vocal Remix)                   | 7:32     |  |
| 4.                                   | «World, Hold On» (David Guetta & Joachim Garraud Remix) | 7:30     |  |
| 5.                                   | «World, Hold On» (Wally López Factomania Vocal Remix)   | 10:32    |  |
| 6.                                   | «World, Hold On» (Wally López Factomania Dub Remix)     | 9:14     |  |

| Sencillo en CD (Remixes) [Defected Records] |                                                                                |          |  |
| N.º                                         | Título                                                                         | Duración |  |
| 1.                                          | «World, Hold On (Children Of The Sky)» (Original)                              | 6:35     |  |
| 2.                                          | «World, Hold On (Children Of The Sky)» (Sergio Flores Epic Club Mix)           | 6:53     |  |
| 3.                                          | «World, Hold On (Children Of The Sky)» (Bob Sinclar vs. Harlem Hustlers Remix) | 6:50     |  |
| 4.                                          | «World, Hold On (Children Of The Sky)» (E-Smoove Vocal Mix)                    | 6:46     |  |
| 5.                                          | «World, Hold On (Children Of The Sky)» (Richard Earnshaw Remix)                | 6:23     |  |

| Vinilo en 12" [Tommy Boy] |                                                             |          |  |
| N.º                       | Título                                                      | Duración |  |
| 1.                        | «World, Hold On (Children Of The Sky)» (Rosabel Vocal Mix)  | 9:52     |  |
| 2.                        | «World, Hold On (Children Of The Sky)» (Ralphi Rosario Dub) | 11:08    |  |

## Créditos
- Voz principal – Steve Edwards
- Coros – Marie-Paule Tribord, Steve Edwards, Valérie Tribort
- Teclados – Cutee B., Jean-Guy Schreiner
- Asistencia en teclados – Michaël Tordjman
- Producción, silbido – Bob Sinclar
- Letras – Christophe Le Friant, Michaël Tordjman

Créditos adaptados a partir de las notas del sencillo.

## Posicionamiento en listas y certificaciones
| Lista (2006)                          | Mejor posición |
| ------------------------------------- | -------------- |
| Alemania (Media Control AG)           | 19             |
| Australia (ARIA)                      | 19             |
| Austria (Ö3 Austria Top 40)           | 17             |
| Bélgica (Flandes) (Ultratop 50)       | 3              |
| Bélgica (Valonia) (Ultratop 50)       | 3              |
| Dinamarca (Tracklisten)               | 9              |
| Eslovaquia (Rádio Top 100)            | 2              |
| España (Top 100 Canciones)            | 13             |
| Estados Unidos (Hot Dance Club Songs) | 1              |
| Estados Unidos (Pop 100)              | 48             |
| European Hot 100                      | 4              |
| Finlandia (OFC)                       | 7              |
| Francia (SNEP)                        | 2              |
| Irlanda (Irish Singles Chart)         | 10             |
| Italia (FIMI)                         | 4              |
| Noruega (VG-lista)                    | 15             |
| Países Bajos (Dutch Top 40)           | 5              |
| Polonia (Airplay Chart)               | 1              |
| Reino Unido (UK Singles Chart)        | 9              |
| República Checa (Rádio Top 100)       | 8              |
| Rumania (Romanian Top 100)            | 1              |
| Suecia (Sverigetopplistan)            | 14             |
| Suiza (Schweizer Hitparade)           | 12             |

| País      | Organismo certificador | Certificación | Ref.   |
| --------- | ---------------------- | ------------- | ------ |
| Bélgica   | BEA                    | Disco de Oro  | [ 32 ] |
| Dinamarca | IFPI (Dinamarca)       | Disco de Oro  | [ 33 ] |

### Sucesión en listas
| Anterior: «Make a Move on Me» de Joey Negro | Hot Dance Club Songs — Sencillo Nro 1 15 de julio de 2006 — 28 de julio de 2006 | Siguiente: «Unfaithful» de Rihanna |